# 萬東山西峰
萬東山西峰，又名火山，是臺灣中央山脈中段的一座高山，位於南投縣仁愛鄉親愛村與信義鄉地利村交界，海拔3257.3公尺，為臺灣百岳之一，山頂立有三等三角點。其山勢陡起，東西兩側鞍部低矮而狹長，山區多針葉林，近稜線地帶則以杜鵑、刺柏、箭竹等高山植物形成的灌木林或竹原為主。該山坐落中央山脈主脊之西，因位處萬東山西北方約2.8公里處而得名，山脊經萬東山連接中央山脈主脊的草山，西北方則銜接干卓萬山塊的牧山。此稜線亦成為北方萬大南溪，以及南方卡社溪的分水嶺，兩溪環繞干卓萬山塊而行，最終一同注入濁水溪。
日治時期，萬東山西峰僅被視作干卓萬山東南稜線上的一座小山頭，戰後始被視為獨立山峰。雖名為萬東山的西峰，但萬東山海拔僅2861公尺，並無三角點，亦不若其西峰挺拔，素來人跡罕至，使「萬東山西峰」之名曾被詬病不甚合適。一些登山者則偏好以源由不詳的「火山」稱之，惟該山在地質上係由變質岩組成，並非火山地形，一說山頂密布板岩風化而成的砂土，其赭褐色澤宛如被火燒過一般，因而得名。